# Regione di Momase
La  regione di Momase  è una regione della Papua Nuova Guinea. È composta da 4 province:
- Sepik Est
- Madang
- Morobe
- Sepik Ovest